# Населення Кенії
Населення Кенії. Чисельність населення країни 2015 року становила 45,925 млн осіб (31-ше місце у світі). Оцінка кількості населення цієї держави враховує ефекти зайвої смертності через захворювання на СНІД. Чисельність кенійців стабільно збільшується, народжуваність 2015 року становила 26,4 ‰ (46-те місце у світі), смертність — 6,89 ‰ (136-те місце у світі), природний приріст — 1,93 % (54-те місце у світі) . 

## Природний рух

### Відтворення
Народжуваність у Кенії, станом на 2015 рік, дорівнює 26,4 ‰ (46-те місце у світі). Коефіцієнт потенційної народжуваності 2015 року становив 3,31 дитини на одну жінку (46-те місце у світі). Рівень застосування контрацепції 45,5 % (станом на 2009 рік). Середній вік матері при народженні першої дитини становив 20,3 року, медіанний вік для жінок — 25—29 років (оцінка на 2014 рік).
Смертність в Кенії 2015 року становила 6,89 ‰ (136-те місце у світі).
Природний приріст населення в країні 2015 року становив 1,93 % (54-те місце у світі).

### Вікова структура

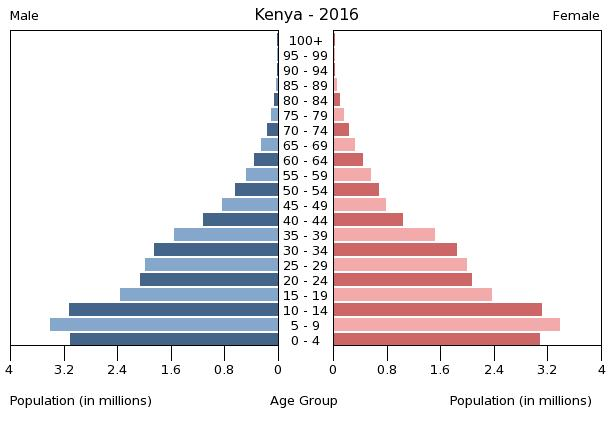
Віково-статева піраміда населення Кенії, 2016 рік

Середній вік населення Кенії становить 19,5 року (200-те місце у світі): для чоловіків — 19,4, для жінок — 19,6 року. Очікувана середня тривалість життя 2015 року становила 63,77 року (185-те місце у світі), для чоловіків — 62,3 року, для жінок — 65,26 року.
Вікова структура населення Кенії, станом на 2015 рік, виглядає таким чином:
- діти віком до 14 років — 41,56 % (9 572 641 чоловік, 9 512 607 жінок);
- молодь віком 15—24 роки — 18,66 % (4 280 499 чоловіків, 4 289 960 жінок);
- дорослі віком 25—54 роки — 33,17 % (7 700 801 чоловік, 7 530 526 жінок);
- особи передпохилого віку (55—64 роки) — 3,76 % (784 775 чоловіків, 944 041 жінка);
- особи похилого віку (65 років і старіші) — 2,85 % (568 784 чоловіки, 740 667 жінок)[1].

### Шлюбність— розлучуваність
Середній вік, коли чоловіки беруть перший шлюб, дорівнює 24,8 року, жінки — 20,2 року, загалом — 22,5 року (дані за 2008 рік).

## Розселення
Густота населення країни 2015 року становила 80,9 особи/км² (125-те місце у світі).

### Урбанізація
Кенія середньоурбанізована країна. Рівень урбанізованості становить 25,6 % населення країни (станом на 2015 рік), темпи зростання частки міського населення — 4,34 % (оцінка тренду за 2010—2015 роки).
Головні міста держави: Найробі (столиця) — 3,915 млн осіб, Момбаса — 1,104 млн осіб (дані за 2015 рік).

### Міграції
Річний рівень еміграції 2015 року становив 0,22 ‰ (120-те місце у світі). Цей показник не враховує різниці між законними і незаконними мігрантами, між біженцями, трудовими мігрантами та іншими.

#### Біженці й вимушені переселенці
Станом на 2016 рік, у країні постійно перебуває 394,38 тис. біженців з Сомалі, 87,9 тис. з Південного Судану, 21,5 тис. з Ефіопії, 12,97 тис. з Демократичної Республіки Конго. У той самий час у країні, станом на 2015 рік, налічується 309,0 тис. внутрішньо переміщених осіб, через етнічні й земельні конфлікти, починаючи з 1990-х років, політичних виборів 2007—2008 років. До цієї групи не віднесено осіб, що не проживають у таборах біженців, а знайшли притулок в сільських громадах, переїхали до міст. Також не враховані жертви стихійних лих і кліматичних змін.
У країні мешкає 20,0 тис. осіб без громадянства, переважно нубійці, кенійські сомалійці й прибережні араби. Кенійські нубійці були рекрутовані до лав тубільних загонів Британської імперії воювати в Східній Африці під час Першої світової війни, осіли в Кенії, але не отримали громадянства після здобуття Кенією незалежності 1963 року. Лише недавно нубійці отримали офіційний статус окремого племені в державі й почали отримувати документи.
Кенія є членом Міжнародної організації з міграції (IOM).

## Расово-етнічний склад
| Етнічний склад (2015 рік) | Етнічний склад (2015 рік) | Етнічний склад (2015 рік) | Етнічний склад (2015 рік) | Етнічний склад (2015 рік) |
| ------------------------- | ------------------------- | ------------------------- | ------------------------- | ------------------------- |
| Етнос:                    |                           |                           | Відсоток:                 |                           |
| кікую                     | кікую                     |                           | 22%                       | 22%                       |
| лух'я                     | лух'я                     |                           | 14%                       | 14%                       |
| луо                       | луо                       |                           | 13%                       | 13%                       |
| календжин                 | календжин                 |                           | 12%                       | 12%                       |
| камба                     | камба                     |                           | 11%                       | 11%                       |
| гусії                     | гусії                     |                           | 6%                        | 6%                        |
| меру                      | меру                      |                           | 6%                        | 6%                        |
| інші африканці            | інші африканці            |                           | 15%                       | 15%                       |
| інші                      | інші                      |                           | 1%                        | 1%                        |

Головні етноси країни: кікую — 22 %, лух'я — 14 %, луо — 13 %, календжин — 12 %, камба — 11 %, гусії — 6 %, меру — 6 %, інші африканці — 15 %, араби, європейці й азіати — 1 % населення.

## Мови
| Мови Кенії (2015 рік) | Мови Кенії (2015 рік) | Мови Кенії (2015 рік) | Мови Кенії (2015 рік) | Мови Кенії (2015 рік) |
| --------------------- | --------------------- | --------------------- | --------------------- | --------------------- |
| Мова:                 |                       |                       | Відсоток:             |                       |
| англійська            | англійська            |                       | %                     | %                     |
| суахілі               | суахілі               |                       | %                     | %                     |

Офіційні мови: англійська, суахілі.

## Релігії
| Релігії в Кенії (2009 рік) | Релігії в Кенії (2009 рік) | Релігії в Кенії (2009 рік) | Релігії в Кенії (2009 рік) | Релігії в Кенії (2009 рік) |
| -------------------------- | -------------------------- | -------------------------- | -------------------------- | -------------------------- |
| Віросповідання:            |                            |                            | Відсоток:                  |                            |
| протестанти                | протестанти                |                            | 47.7%                      | 47.7%                      |
| католики                   | католики                   |                            | 23.4%                      | 23.4%                      |
| християни                  | християни                  |                            | 11.9%                      | 11.9%                      |
| мусульмани                 | мусульмани                 |                            | 11.2%                      | 11.2%                      |
| традиційні вірування       | традиційні вірування       |                            | 1.7%                       | 1.7%                       |
| інші                       | інші                       |                            | 1.6%                       | 1.6%                       |
| атеїсти                    | атеїсти                    |                            | 2.4%                       | 2.4%                       |
| агностики                  | агностики                  |                            | 0.2%                       | 0.2%                       |

Головні релігії й вірування, які сповідує, і конфесії та церковні організації, до яких відносить себе населення країни: християнство — 83 % (протестантизм — 47,7 %, католицтво — 23,4 %, інші течії — 11,9 %), іслам — 11,2 %, традиційні вірування — 1,7 %, інші — 1,6 %, не сповідують жодної — 2,4 %, не визначились — 0,2 % (станом на 2009 рік).

## Освіта
Рівень письменності 2015 року становив 78 % дорослого населення (віком від 15 років): 81,1 % — серед чоловіків, 74,9 % — серед жінок.
Державні витрати на освіту становлять 5,5 % ВВП країни, станом на 2010 рік (28-ме місце у світі). Середня тривалість освіти становить 11 років, для хлопців — до 11 років, для дівчат — до 11 років (станом на 2009 рік).

## Охорона здоров'я
Забезпеченість лікарями у країні на рівні 0,2 лікаря на 1000 мешканців (станом на 2013 рік). Забезпеченість лікарняними ліжками у стаціонарах — 1,4 ліжка на 1000 мешканців (станом на 2010 рік). Загальні витрати на охорону здоров'я 2014 року становили 5,7 % ВВП країни (148-ме місце у світі).
Смертність немовлят до 1 року, станом на 2015 рік, становила 39,38 ‰ (51-ше місце у світі); хлопчиків — 43,92 ‰, дівчаток — 34,75 ‰. Рівень материнської смертності 2015 року становив 510 випадків на 100 тис. народжень (30-те місце у світі).
Кенія входить до складу ряду міжнародних організацій: Міжнародного руху (ICRM) і Міжнародної федерації товариств Червоного Хреста і Червоного Півмісяця (IFRCS), Дитячого фонду ООН (UNISEF), Всесвітньої організації охорони здоров'я (WHO).

### Захворювання
Потенційний рівень зараження інфекційними хворобами в країні дуже високий. Найпоширеніші інфекційні захворювання: діарея, гепатит А, черевний тиф, малярія, гарячка денге, гарячка Рифт Валлі, шистосомози, сказ (станом на 2016 рік).
2014 року зареєстровано 1,37 млн хворих на СНІД (8-ме місце у світі), це 5,3 % населення в репродуктивному віці 15—49 років (13-те місце у світі). Смертність 2014 року від цієї хвороби становила 33,0 тис. осіб (9-те місце у світі).
Частка дорослого населення з високим індексом маси тіла 2014 року становила 5,9 % (171-ше місце у світі); частка дітей віком до 5 років зі зниженою масою тіла становила 11 % (оцінка на 2014 рік). Ця статистика показує як власне стан харчування, так і наявну/гіпотетичну поширеність різних захворювань.

### Санітарія
Доступ до облаштованих джерел питної води 2015 року мало 81,6 % населення в містах і 56,8 % в сільській місцевості; загалом 63,2 % населення країни. Відсоток забезпеченості населення доступом до облаштованого водовідведення (каналізація, септик): в містах — 31,2 %, в сільській місцевості — 29,7 %, загалом по країні — 30,1 % (станом на 2015 рік). Споживання прісної води, станом на 2003 рік, дорівнює 2,74 км³ на рік, або 72,96 тонни на одного мешканця на рік: з яких 17 % припадає на побутові, 4 % — на промислові, 79 % — на сільськогосподарські потреби.

## Соціально-економічне становище
Співвідношення осіб, що в економічному плані залежать від інших, до осіб працездатного віку (15—64 роки) загалом становить 80,9 % (станом на 2015 рік): частка дітей — 75,8 %; частка осіб похилого віку — 5,1 %, або 19,7 потенційно працездатного на 1 пенсіонера. Загалом ці показники характеризують рівень потреби державної допомоги в секторах освіти, охорони здоров'я та пенсійного забезпечення, відповідно. За межею бідності 2012 року перебувало 43,4 % населення країни. Розподіл доходів домогосподарств у країні виглядає таким чином: нижній дециль — 1,8 %, верхній дециль — 37,8 % (станом на 2005 рік).
Станом на 2013 рік, у країні 35,4 млн осіб не має доступу до електромереж; 20 % населення має доступ, у містах цей показник дорівнює 60 %, у сільській місцевості — 7 %. Рівень проникнення інтернет-технологій середній. Станом на липень 2015 року в країні налічувалось 20,952 млн унікальних інтернет-користувачів (33-тє місце у світі), що становило 45,6 % загальної кількості населення країни.

### Трудові ресурси
Загальні трудові ресурси 2015 року становили 18,21 млн осіб (34-те місце у світі). Зайнятість економічно активного населення у господарстві країни розподіляється таким чином: аграрне, лісове і рибне господарства — 75 %; промисловість, будівництво і сфера послуг — 25 % (станом на 2011 рік). Безробіття 2013 року дорівнювало 40 % працездатного населення, 2010 року — 40 % (196-те місце у світі).

## Кримінал

### Наркотики

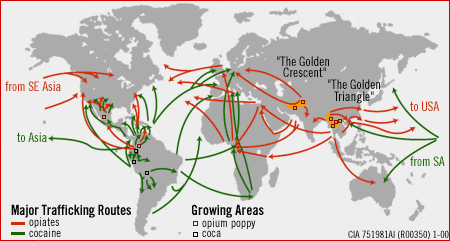
Світові маршрути наркотрафіку

Широко розповсюджене вирощування марихуани; транзитна країна південноазійського героїну для Європи й Північної Америки; шлях потрапляння метаквалону з Індії до Африки; статус фінансового центру континенту потенційно небезпечний для активізації відмивання грошей на тлі масованої корупції.

### Торгівля людьми
Згідно зі щорічною доповіддю про торгівлю людьми (англ. Trafficking in Persons Report) Управління з моніторингу та боротьби з торгівлею людьми Державного департаменту США, уряд Кенії докладає значних зусиль у боротьбі з явищем примусової праці, сексуальної експлуатації, незаконною торгівлею внутрішніми органами, але не в повній мірі, країна перебуває у списку спостереження другого рівня.

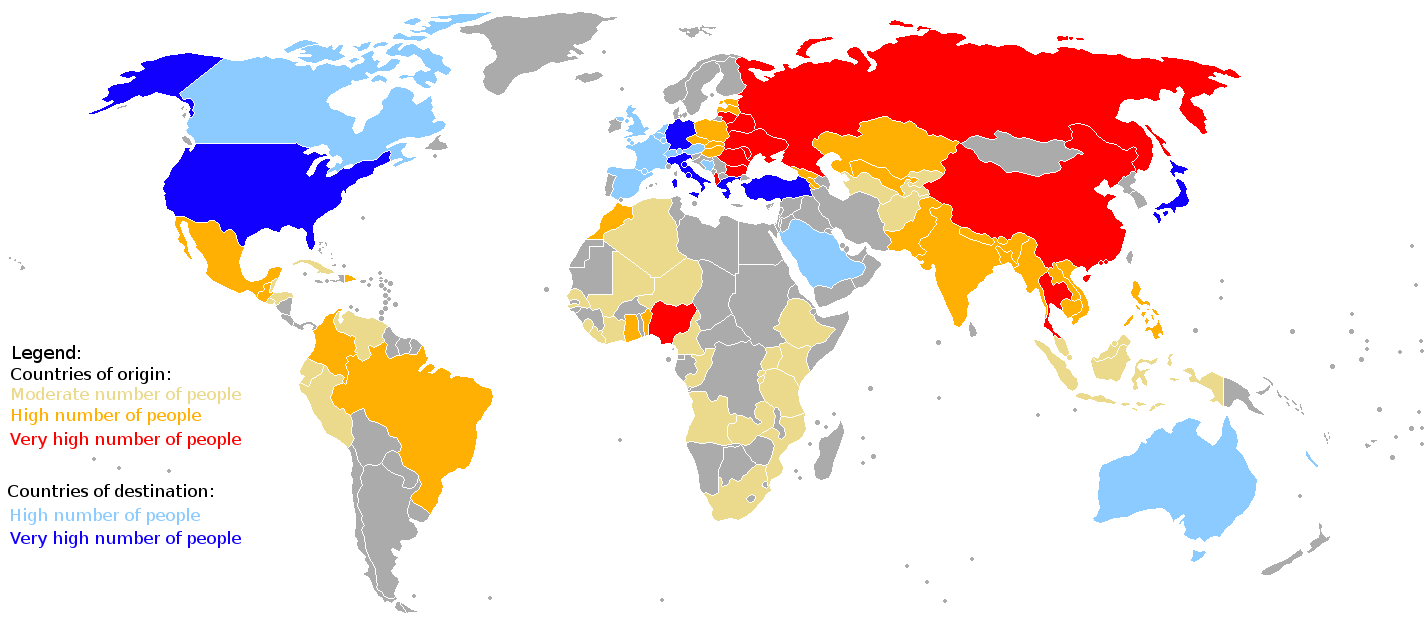
Країни-донори (червоний) і країни-реципієнти кримінальних потоків (англ.)
Глобальна боротьба з торгівлею людьми (англ.)

## Гендерний стан
Статеве співвідношення (оцінка 2015 року):
- при народженні — 1,02 особи чоловічої статі на 1 особу жіночої;
- у віці до 14 років — 1,01 особи чоловічої статі на 1 особу жіночої;
- у віці 15—24 років — 1 особи чоловічої статі на 1 особу жіночої;
- у віці 25—54 років — 1,02 особи чоловічої статі на 1 особу жіночої;
- у віці 55—64 років — 0,83 особи чоловічої статі на 1 особу жіночої;
- у віці за 64 роки — 0,77 особи чоловічої статі на 1 особу жіночої;
- загалом — 1 особи чоловічої статі на 1 особу жіночої[1].

## Демографічні дослідження
Демографічні дослідження в країні ведуться рядом державних і наукових установ:

### Українською
- Атлас. 10—11 клас. Економічна і соціальна географія світу / упорядники :  О. Я. Скуратович, Н. І. Чанцева. — К. : ДНВП «Картографія», 2010. — ISBN 978-966-475-639-3.
- Атлас світу / голов. ред. І. С. Руденко ; зав. ред. В. В. Радченко ; відп. ред. О. В. Вакуленко. — К. : ДНВП «Картографія», 2005. — 336 с. — ISBN 9666315467.
- Безуглий В. В. Економічна і соціальна географія зарубіжних країн : Навчальний посібник. — К. : ВЦ «Академія», 2007. — 704 с. — ISBN 978-966-580-239-6.
- Безуглий В. В., Козинець С. В. Регіональна економічна і соціальна географія світу : Навчальний посібник. — видання 2-ге, доп., перероб. — К. : ВЦ «Академія», 2007. — 688 с. — ISBN 966-580-144-9.
- Головченко В. І., Кравчук О. Країнознавство: Азія, Африка, Латинська Америка, Австралія і Океанія. — К., 2006. — 335 с. — ISBN 966-8939-04-2.
- Гудзеляк І. І. Географія населення: Навчальний посібник / І. Гудзеляк. — Л. : Видавничий центр ЛНУ імені Івана Франка, 2008. — 232 с. — ISBN 978-966-613-599-8.
- Дахно І. І. Країни світу: Енциклопедичний довідник / І. І. Дахно, С. М. Тимофієв. — К. : Мапа, 2011. — 606 с. — (Бібліотека нового українця) — ISBN 978-966-8804-23-6.
- Дахно І. І. Економічна географія зарубіжних країн : навчальний посібник. — К. : Центр учбової літератури, 2014. — 319 с. — ISBN 978-611-01-0682-5.
- Джаман В. О. Регіональні системи розселення: демографічні аспекти. — Чернівці : Рута, 2003. — 392 с. — ISBN 9665685988.
- Дорошенко Л. С. Демографія: Навчальний посібник. — К. : МАУП, 2005. — 112 с. — ISBN 966-608-442-2.
- Дубович І. А. Країнознавчий словник-довідник. — 5-те вид., перероб. і доп. — К. : Знання, 2008. — 839 с. — ISBN 978-966-346-330-8.
- Економічна і соціальна географія країн світу. Навчальний посібник / За ред. Кузика С. П. — Л. : Світ, 2002. — 672 с. — ISBN 966-603-178-7.
- Загальна медична географія світу / В. О. Шевченко [та ін.] — К. : [б.в.], 1998. — 178 с.
- Книш М. М., Мамчур О. І. Регіональна економічна і соціальна географія світу (Латинська Америка та Карибські країни, Африка, Азія, Океанія) : навч. посіб. — Л. : ЛНУ ім. Івана Франка, 2013. — 368 с. — ISBN 978-617-10-0007-0.
- Крисаченко В. С. Динаміка населення: Популяційні, етнічні та глобальні виміри. — К. : Видавництво Національного інституту стратегічних досліджень, 2005. — 368 с. — ISBN 966-554-083-1.
- Любіцева О. О., Мезенцев К. В., Павлов С. В. Географія релігій. — К. : АртЕК, 1999. — 504 с. — ISBN 966-505-006-0.
- Масляк П. О. Країнознавство. — К. : Знання, 2007. — 292 с. — (Вища освіта XXI століття)
- Масляк П. О., Дахно І. І. Економічна і соціальна географія світу / П. О. Масляк, І. І. Дахно ; за ред. П. О. Масляка. — К. : Вежа, 2003. — 280 с. — ISBN 966-7091-53-8.

### Російською
- (рос.) Кения // Демографический энциклопедический словарь / главн. ред. Валентей Д. И. — М. : Советская энциклопедия, 1985. — 608 с.
- (рос.) Кения // Африка: энциклопедический справочник [в 2-х тт.] / гл. ред. А. А. Громыко. — М. : Советская энциклопедия, 1986. — Т. 1. — 672 с.
- (рос.) Кения // Страны и народы. Африка. Восточная и Южная Африка / Редкол. : М. Б. Горнунг, Г. Б. Старушенко (отв. ред.) и др. — М. : «Мысль», 1981. — 269 с. — (Страны и народы) — 180 тис. прим.
- (рос.) Атлас народов мира / Отв. ред. С. И. Брук и В. С. Апенченко. — М. : ГУГК ГГК СССР и Институт этнографии им. Н. Н. Миклухо-Маклая АН СССР, 1964. — 185 с. — 20 тис. прим.
- (рос.) Численность и расселение народов мира. Этнографические очерки / под ред. С. И. Брука. — М. : Издательство АН СССР, 1962. — 487 с.
- (рос.) Лаппо Г. М. География городов: Учебное пособие для географических факультетов вузов. — М. : Туманит, изд. центр ВЛАДОС, 1997. — 476 с. — ISBN 5-691-00047-0.
- (рос.) Ягельский А. География населения. — М. : Прогресс, 1980. — 383 с.